# 鈴木康昭
鈴木 BOB 康昭（すずき ぼぶ やすあき、1968年7月30日 - ）は、日本の実業家。BMW専門の修理、モディファイ、車両および部品販売を手掛ける「Studie AG」の創業者、会長。2008年より国内最高峰の自動車レースSUPER GTに参戦し、2012年BWM Motorsportカスタマーレーシングチーム代表、BMW Team Studie代表兼監督に就任。

## 経歴
1986年、自身で会社を興すことを描き、高校卒業後にHonda CLIO神奈川北へ入社。車のチューニングに興味を持つことを切っ掛けにコックス株式会社を訪れ、後の師となる渦尻栄治氏と出会う。1990年コックス株式会社Racing Dynamics社国内統括マネージャーを担当。
1995年、BMW専門ショップ「スタディAG」をオープンし、株式会社スタディを設立する。
2006年、横浜ゴムADVANブランドアドバイザーに就任。
2008年、SUPER GT GT300クラスに参戦を開始し、2011年には、SUPER GT GT300シリーズチャンピオンを獲得した。
2012年、アジア唯一となるBMW Motorsportカスタマーレーシングチームの代表に就任。2014年に、BMW JapanとのコラボレーションチームBMW Sports Trophy Team Studieを発足。
2016年、アジア初『BMW Team』を冠にした『BMW Team Studie』に体制変更。
2020年、株式会社スタディ代表取締役CEOを退任し、会長に就任。株式会社モトーレン東都 社外取締役に就任。株式会社スタディは、横浜、東京、神戸、名古屋、福岡、札幌、仙台にてショップを展開している。

## 人物
- 趣味・特技：BMW、テニス、サーフィン、飲み歩き。お酒はスコッチウイスキーを割るハイボールが好物。
- 尊敬する人：渦尻栄治氏（株式会社コックス創業者・代表取締役会長）
- 座右の銘：元気があれば何でも出来る
- 人生観：現在と未来にしか興味無し
- 経営観：自らが楽しむこと・楽しめること
- 愛読書：日本国記
- 音楽：ブリティッシュロック

## 受賞歴
- 2011年、SUPER GT(GT300)シリーズ、チャンピオン[2]
- 2014年、SUPER GT(GT300)シリーズ、ランキング3位
- 2018年、ブランパンGTワールドチャレンジ・アジア、チームチャンピオン
- 2019年、ブランパンGTワールドチャレンジ・アジア、ドライバーズチャンピオン